# Langrenus

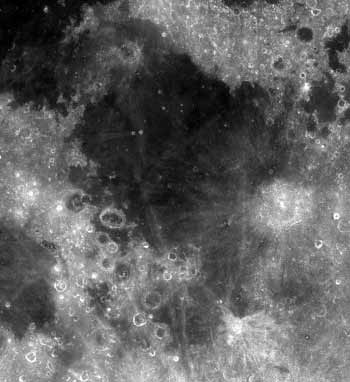
Wschód Mare Fecunditatis, Langrenus widoczny jako jaśniejsza plama z prawej

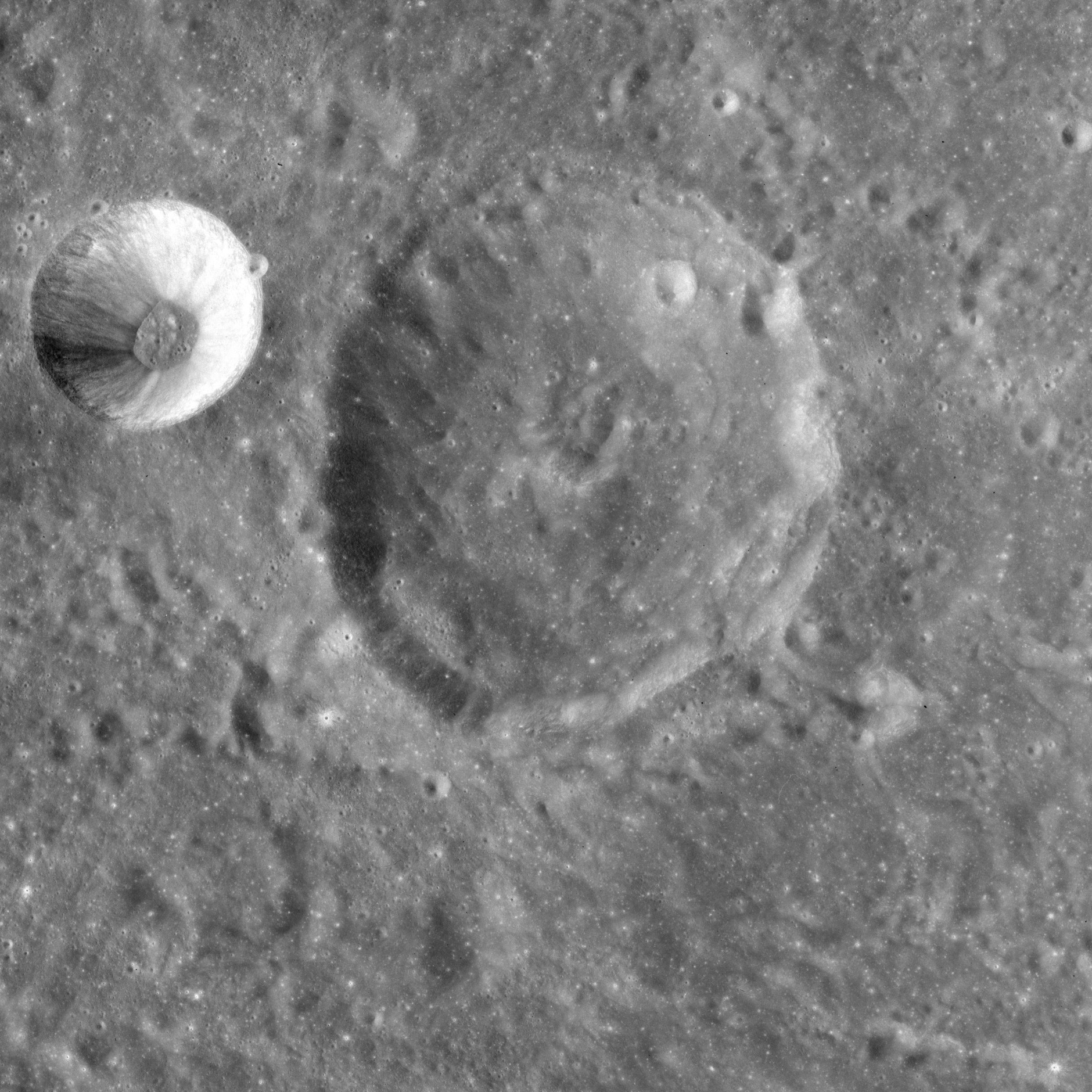
Langrenus A – Barkla

Langrenus – kolisty krater uderzeniowy znajdujący się na wschodniej stronie widocznej strony Księżyca, na wschodnim końcu Mare Fecunditatis. Na południe od niego znajdują się kratery Vendelinus i Lamé.
Wewnętrzne brzegi krateru charakteryzują się nieregularną krawędzią przypominającą tarasy, których średnia szerokość wynosi 20 km. Zewnętrzny wał jest nieregularny i górzysty. Na zachodzie widać jasny ślad pyłu, prawdopodobnie wyrzuconego w czasie uderzenia. Wnętrze krateru ma większe albedo niż otoczenie, więc krater jest widoczny przy górującym Słońcu. Jego dno, szczególnie nieregularne w północnej części, jest najpewniej pokryte głazami.
W przeszłości krater nie był zaliczany do miejsc tzw. krótkotrwałych zjawisk księżycowych, jednak 30 grudnia 1992 Audouin Dollfus z obserwatorium paryskiego zauważył jarzenie się powierzchni Langrenusa przy użyciu jednometrowego teleskopu. Jarzenie to zmieniało formę w czasie, więc Dollfus zasugerował, że może to być emisja gazów z popękanego dna krateru.
Nazwa krateru pochodzi od nazwiska flamandzkiego astronoma – Michael van Langren, który jako pierwszy naszkicował mapę Księżyca nadając nazwy formacjom geologicznym. Nazwa taka znalazła się w 1935 w katalogu Named Lunar Formations (Mary A. Blagg, K. Müller) i w tym samym roku została zatwierdzona przez IAU.

## Kratery satelickie
Umownie kratery satelickie są oznaczane stawiając literę obok środka krateru, ze strony bliższej kraterowi głównemu.
| Kratery satelickie | Kratery satelickie | Kratery satelickie | Kratery satelickie |
| Langrenus          | Szerokość          | Długość            | Średnica           |
| ------------------ | ------------------ | ------------------ | ------------------ |
| E                  | 12,7° S            | 60,6° E            | 30 km              |
| G                  | 12,1° S            | 65,4° E            | 23 km              |
| H                  | 8,0° S             | 64,3° E            | 23 km              |
| L                  | 13,2° S            | 62,2° E            | 12 km              |
| M                  | 9,8° S             | 66,4° E            | 17 km              |
| N                  | 9,0° S             | 65,7° E            | 12 km              |
| P                  | 12,1° S            | 63,1° E            | 42 km              |
| Q                  | 11,9° S            | 60,7° E            | 12 km              |
| R                  | 7,7° S             | 63,6° E            | 5 km               |
| S                  | 6,7° S             | 64,7° E            | 9 km               |
| T                  | 4,6° S             | 62,5° E            | 42 km              |
| U                  | 12,6° S            | 57,1° E            | 4 km               |
| V                  | 13,2° S            | 55,9° E            | 5 km               |
| W                  | 8,6° S             | 67,3° E            | 23 km              |
| X                  | 12,4° S            | 64,7° E            | 25 km              |
| Y                  | 7,8° S             | 66,9° E            | 27 km              |
| Z                  | 7,1° S             | 66,4° E            | 20 km              |

Kilku bardziej znaczącym kraterom otaczającym Langrenusa MUA nadała nazwy:
- Langrenus A – Barkla
- Langrenus B – Naonobu
- Langrenus C – Acosta
- Langrenus D – Al-Marrakushi
- Langrenus F – Bilharz
- Langrenus J – Somerville
- Langrenus K – Atwood